# Sinagoga Rykestrasse
La Sinagoga Rykestrasse (en alemany: Synagoge Rykestraße) és la sinagoga més gran d'Alemanya, es troba en el barri de Prenzlauer Berg, en el districte de Pankow de la ciutat de Berlín, la capital d'aquest país europeu. Johann Hoeniger va construir la sinagoga entre 1903 i 1904, va ser inaugurada el 4 de setembre de 1904, a temps per a les festes de Roix ha-Xanà. La sinagoga es troba fora de l'alineació del carrer i s'hi arriba per una carretera a l'edifici frontal corresponent.